# Vinny Marseglia
Vinny Marseglia (né le 24 janvier 1986) est un catcheur américain plus connu sous le nom de Vincent.
Il est connu pour avoir travaillé à la Ring of Honor où il a été à quatre reprises ROH Six World Tag Team Champion.

## Biographie

### Ring of Honor (2012-2022)

#### The Kingdom (2016-2019)
Le 5 novembre 2016, il rejoint The Kingdom aux côtés de Matt Taven et TK O'Ryan en battant Bullet Club (Adam Cole, Matt Jackson et Nick Jackson) pour avancer à la demi-finale du ROH 6-Man Tag Team Championship Tournament. Le 19 novembre, ils battent Team CMLL (Hechicero, Okumura et Último Guerrero) et se qualifient pour la finale du tournoi. Lors de Final Battle 2016, ils battent Jay White, Kushida et Lio Rush en finale du tournoi et deviennent les premiers ROH World Six-Man Tag Team Champions. Lors de ROH Undisputed Legacy, ils conservent les titres contre Jax Dane et War Machine.
Lors de ROH/NJPW War Of The Worlds 2018 - Tag 1, ils battent SoCal Uncensored (Christopher Daniels, Frankie Kazarian et Scorpio Sky) et remportent les ROH World Six-Man Tag Team Championship pour la seconde fois. Lors de Best in the World (2018), ils conservent les titres contre Los Ingobernables de Japón (Bushi, Evil et Sanada). Le 25 août, ils perdent les titres contre Bullet Club (Cody, Matt et Nick Jackson).
Lors de ROH/NJPW War Of The Worlds 2018 - Tag 1, ils battent Bullet Club (Cody, Matt et Nick Jackson) et remportent les ROH World Six-Man Tag Team Championship pour la troisième fois. Le 29 mars 2019, ils perdent les titres contre Villain Enterprises (Brody King, Marty Scurll et PCO).

#### Rivalité avec Matt Taven et The Righteous (2019-2022)
Début décembre, le Kingdom est étrangement pris pour cible par un assaillant inconnu. Celui-ci s'en est pris à Vinny Marseglia et TK O'Ryan, et Matt Taven cherche à connaître le responsable. Les lumières s'éteignent, Vinny Marseglia apparait derrière lui et l'attaque dans le dos. Révélant par la même occasion qu'il a mis en scène sa propre attaque et qu'il a attaqué son partenaire TK O'Ryan en coulisses. 
Lors de Final Battle 2019, il bat Matt Taven. Après le combat, il lui brisera la cheville. 
Lors de Final Battle 2021, lui, Bateman et Dutch battent Shane Taylor Promotions (Kaun, Moses et O'Shay Edwards) et remportent les ROH World Six-Man Tag Team Championship,.

### Impact Wrestling (2022)

#### Honor No More et départ (2022)
Lors de Hard to Kill (2022), il effectue ces débuts à Impact Wrestling aux côtés de Matt Taven, Mike Bennett, Maria Kanellis et PCO en attaquant Eddie Edwards, Heath, Rhino, Rich Swann et Willie Mack après le match de ces derniers.
Lors de No Surrender (2022), lui, Matt Taven, Mike Bennett, Kenny King et PCO battent la Team Impact (Chris Sabin,Rhino, Rich Swann, Steve Maclin et Willie Mack) avec l'aide de Eddie Edwards et obtiennent le droit de rester à Impact Wrestling.
Lors de Under Siege (2022), lui, Eddie Edwards, Matt Taven, Mike Bennett et Kenny King battent Bullet Club (Chris Bey, Doc Gallows, El Phantasmo, Jay White et Karl Anderson).
Le 8 octobre 2022, il quitte la compagnie, 9 mois après son arrivée.

## Palmarès
- Canadian Wrestling's Elite
  - 1 fois CWE Championship[17]

- Chaotic Wrestling
  - 1 fois Chaotic Wrestling Tag Team Champion avec Matt Taven

- Liberty States Pro Wrestling
  - 1 fois Liberty States Heavyweight Champion

- Northeast Wrestling
  - 2 fois NEW Tag Team Champion avec Frankie Arion (1) et TK O'Ryan (1)

- Premier Wrestling Federation Northeast
  - 1 fois PWF Northeast Lightning Cup Champion

- Ring of Honor
  - 4 fois ROH World Six-Man Tag Team Championship avec Matt Taven et TK O'Ryan (3) et Bateman et Dutch (1)
  - ROH World Six-Man Tag Team Championship Tournament (2016) avec Matt Taven et TK O'Ryan

- Top Rope Promotions
  - 1 fois TRP Heavyweight Champion
  - 1 fois TRP Interstate Champion
  - Kowalski Cup Tournament (2012, 2015)

- Xtreme Wrestling Alliance
  - 1 fois XWA Firebrand Champion